# 4331 Hubbard
4331 Hubbard eller 1983 HC är en asteroid i huvudbältet som upptäcktes den 18 april 1983 av den amerikanske astronomen Norman G. Thomas vid Anderson Mesa Station. Den är uppkallad efter författaren Ralph Hubbard.
Asteroiden har en diameter på ungefär 5 kilometer.